# بسام الخطيب
بسام الخطيب (5 أكتوبر 1975 - ) لاعب كرة قدم أردني سابق. يعمل حاليا كمساعد مدرب فريق شباب الأردن. 

## روابط خارجية
- بسام الخطيب على موقع ناشيونال فوتبول تيمز (الإنجليزية)
- بسام الخطيب على موقع كووورة